# Wilhelm (książę Brunszwiku)
Wilhelm I (ur. 1270 r., zm. 30 września 1292 r.) – wspólnie z braćmi książę Brunszwiku od 1279 r., po podziale w 1286 r. samodzielny książę na Brunszwiku, z dynastii Welfów.

## Życiorys
Henryk był trzecim spośród synów księcia Brunszwiku Albrechta I Wielkiego i Alessiny, córki margrabiego Montferratu Bonifacego II. Wraz z dwoma starszymi braćmi, którzy przeżyli ojca, Henrykiem I Dziwakiem i Albrechtem II Tłustym (kolejny, Luther został poświęcony karierze duchownej i później został wielkim mistrzem zakonu krzyżackiego) został następcą ojca po jego śmierci w 1279 r. Ponieważ jednak wszyscy bracia byli niepełnoletni, początkowo opiekuńcze rządy sprawowała matka wraz ze stryjem Konradem, biskupem Verden. Wkrótce opiekę nad braćmi przejął najstarszy Henryk.
Uznanie braci za pełnoletnich doprowadziło do podziału księstwa brunszwickiego w 1286 r. – każdy z nich objął samodzielne rządy w jednej z jego części. Wilhelmowi przypadła część księstwa z jego głównym ośrodkiem, Brunszwikiem oraz Wolfenbüttel. Zgodnie z układem z 1286 r. bracia niektóre decyzje mieli podejmować wspólnie, jednak dochodziło między nimi często do sporów i kłótni, a nawet wojen (w 1288 r. i 1291 r. Wilhelm i Albrecht walczyli przeciwko Henrykowi).
Henryk był żonaty z Elżbietą, córką landgrafa Hesji Henryka I Dziecięcia, zmarł jednak nie pozostawiając potomków, w młodym wieku w 1292 r. Doszło wówczas do walk o spadek po nim pomiędzy dwoma pozostałymi braćmi.